# アイ・セット・マイ・フレンズ・オン・ファイヤー
アイ・セット・マイ・フレンズ・オン・ファイヤー(I set my friends on fire)とは、アメリカのポスト・ハードコアグループである。
My spaceにSoulja boyのCrank thatのスクリーモカバーをアップした事で話題を呼び、その後、2008年にリリースされたYou Can't Spell Slaughter Without Laughter Importでは、ポストハードコア、エレクトロ、メタルコアなど様々な音楽性を実験的にクロスオーバーさせた音楽性が本国、アメリカで話題を呼んだ。

## メンバー
- Matt mehana

## ディスコグラフィ
- You Can't Spell Slaughter Without Laughter
- Astral Rejection